# (697) Galilea
(697) Galilea ist ein Asteroid des Hauptgürtels, der am 14. Februar 1910 vom deutschen Astronomen Joseph Helffrich in Heidelberg entdeckt wurde. Für den Asteroiden wurde photometrisch eine Rotationsperiode von 16,5 Stunden bestimmt, wobei die Amplitude 0,3 mag betrug.
Die Benennung erinnert an die Entdeckung der Galileischen Monde.